# 茱莉·阿爾曼德
茱莉·阿爾曼德（Julie Allemand，1996年7月7日—），生於列日，是比利時職業女子籃球運動員，效力於WNBA印第安納狂熱。她曾隨隊參加2018年女子世界盃籃球賽。

## 外部連結
- 茱莉·阿爾曼德在fiba.basketball（英语）
- 茱莉·阿爾曼德在archive.fiba.com（存檔）（英语）
- 茱莉·阿爾曼德在WNBA官網（英语）
- 茱莉·阿爾曼德在法國女子籃球聯賽官網（法语）
- 茱莉·阿爾曼德在Basketball-Reference.com（國際）（英语）
- 茱莉·阿爾曼德在Basketball-Reference.com（WNBA）（英语）
- 茱莉·阿爾曼德在Eurobasket.com（球員）（英语）
- 茱莉·阿爾曼德在Proballers（英语）
- 茱莉·阿爾曼德在RealGM（球員）（英语）
- 茱莉·阿爾曼德在Olympics.com（英语）
- 茱莉·阿爾曼德在Olympedia（英语）
- 茱莉·阿爾曼德在Team Belgium（荷兰语）